# Kuljače
Kuljače (cyr. Куљаче) – wieś w Czarnogórze, w gminie Budva. W 2011 roku liczyła 23 mieszkańców.